# Мокра Чубурка
Мокра Чубурка (рус. Мокрая Чубурка) руска је река која протиче јужним делом земље, односно северним делом Краснодарског краја (Кушчјовски рејон) и јужним делом Ростовске области (Азовски рејон).
Целом дужином тока тече преко северних делова Кубањско-приазовске низије и након 92 km тока улива се у Таганрошки залив Азовског мора код села Новомаргаритово. ТРипична је равничарска река са спорим током, бројним спрудовима у кориту и доста малим падом, у просеку 0,684 м/км тока. Њена највећа притока је река Чубурка, десна притока дужине 28 km. 